# Juan José Maril
Juan José Maril fue un futbolista argentino, que jugaba de delantero.
Formó parte de planteles muy recordados, tanto de Ferro Carril Oeste como del Club Atlético Independiente.

## Biografía

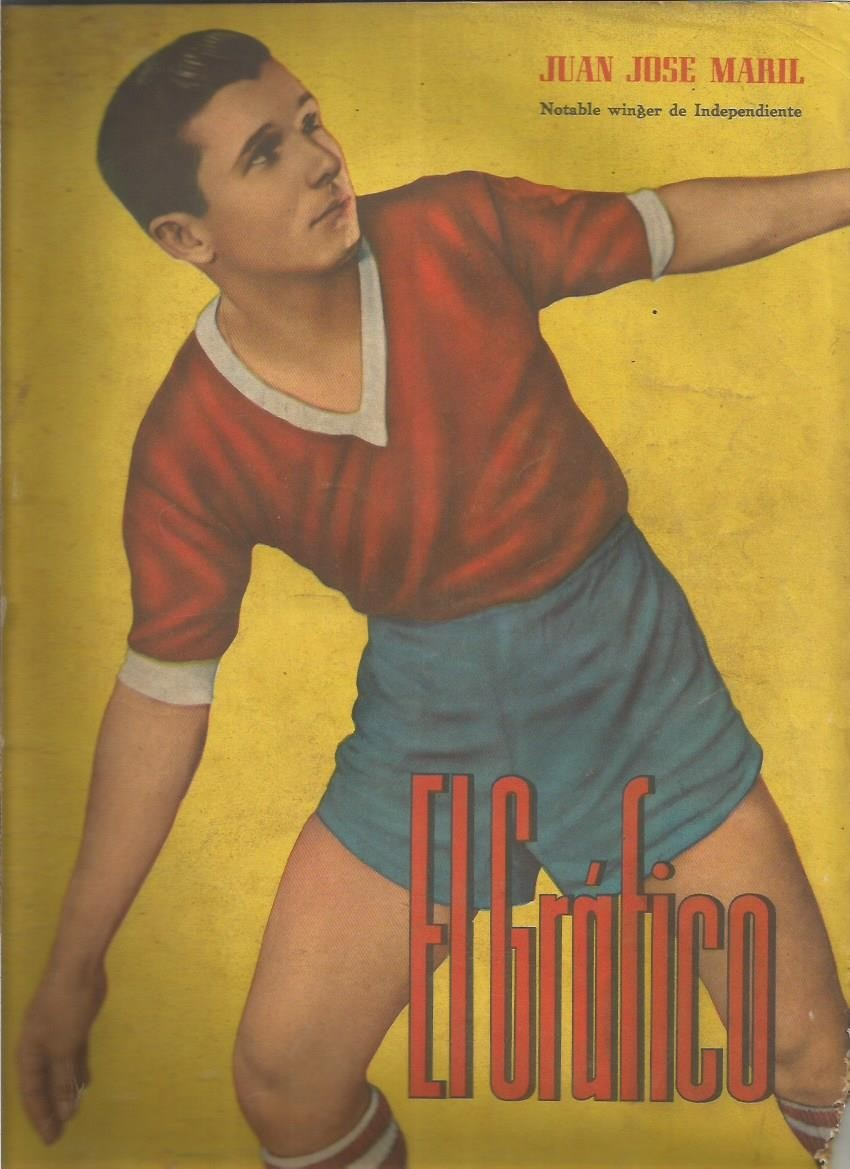
Maril en la tapa de El Gráfico, en 1939, año en que Independiente obtendría el bicampeonato.

Debutó en 1936 para Ferro Carril Oeste, formando junto a Alfredo Borgnia, Jaime Sarlanga, Bernardo Gandulla y Raúl Emeal una delantera temible, surgida en su mayoría de las divisiones juveniles (salvo Sarlanga), que se ganó el apodo de los "Cinco Mosqueteros". Fue en suma la verdadera sensación de Ferro entre los años 1937 y 1938, e integraron la representación para Argentina en el famoso torneo de Dallas y en la que el eje delantero fue el goleador y artífice de resonantes triunfos. 
Jugó en Ferro hasta 1939 cuando pasó para el campeón vigente del fútbol argentino, Independiente, para reforzar el ataque.
En los "diablos rojos", también formó parte de una de las delanteras más goleadoras, no sólo del club sino del fútbol argentino, que conquistó tanto torneos locales como cualquier copa que se disputara por aquellos años. Sus compañeros en el ataque fueron Arsenio Erico, Antonio Sastre, Vicente de la Mata, Juan José Zorrilla y Emilio Reuben, entre otros. Tal vez su figura haya sido algo olvidada hoy en día, opacada por los relucientes nombres algunos de sus compañeros de ataque, sobre todo los tres primeros, ídolos indiscutibles de la afición "roja".
En 1946 vuelve a Ferro para terminar su carrera.

### Selección nacional
Con la Selección Argentina disputó cuatro partidos, llegando a convertir un gol. Fue en el encuentro disputado en el estadio de Chacarita Juniors el 25 de febrero de 1940, en el cual la selección albiceste goleó a su par de Paraguay por 4 tantos contra 0.

## Trayectoria
- Ferro Carril Oeste: 1936-1939 (93 partidos, 6 goles)
- Independiente: 1939-1945 (147 partidos, 22 goles)
- Ferro Carril Oeste:1946[5]
- Selección Argentina: 1940 (4 partidos, 1 gol)

## Estadísticas
Total partidos jugados en Ferro: 93
Goles: 6
Promedio: 0,06
Total partidos jugados en Independiente: 147
Goles: 22
Promedio: 0,15
Total partidos jugados en  Selección Argentina: 4
Goles: 1
Promedio: 0,25

## Palmarés

### Títulos oficiales
| Primera División                                   | Independiente | Argentina           | 1939 |
| Copa Escobar                                       | Independiente | Argentina           | 1939 |
| Copa Ibarguren                                     | Independiente | Argentina           | 1939 |
| Copa Aldao(n)                                      | Independiente | Argentina / Uruguay | 1939 |
| (n) Reconocida por AFA y AUF pero no por CONMEBOL. |               |                     |      |

### Títulos no oficiales
- Torneo Internacional Nocturno: 1941
- Copa Trofeo Premio Cigarrillos Saratoga (versus Racing Club): 1939
- Copa Confraternidad Argentino-Brasileña (versus Flamengo): 1939
- Copa Municipalidad de Avellaneda: 1940
- Trofeo Universidad de Chile (versus Universidad de Chile): 1940
- Copa Intendente Municipal: 1941
- Copa Ministerio de Hacienda: 1941
- Copa Fraternidad: 1941
- Copa Presidente Prado: 1941[2]